# Morphacris venusta
Morphacris venusta är en insektsart som först beskrevs av Franz Xaver Fieber 1853.  Morphacris venusta ingår i släktet Morphacris och familjen gräshoppor. Inga underarter finns listade i Catalogue of Life.